# Mojo Concerts
Mojo Concerts is een Nederlands bedrijf dat in 1968 werd opgericht als organisator van popconcerten en festivals. Het hoofdkantoor is sinds begin 2024 gevestigd te Amsterdam.
Oprichter Berry Visser boekte al enige tijd kleinkunstenaars en singer-songwriters in een zaaltje van de Delftse studentenvereniging Sint Wolbodo onder de naam Mojo Theater en was discotheek Polly Magoo gestart toen hij besloot om voortaan popconcerten te organiseren. De naam van het bedrijf dat 55 jaar werd bestuurd vanuit Delft verwijst naar het nummer Got My Mojo Working van Muddy Waters, waarin "mojo" (motivation en joy) gedefinieerd kan worden "als een flow, of helemaal in je element zijn".
Het eerste wapenfeit van Mojo Concerts was het boeken van de popgroepen Jethro Tull en Soft Machine in het Concertgebouw te Amsterdam, waar deze bands op 7 september 1969 een concert gaven. Daarna organiseerde het bedrijf door de jaren heen talloze concerten (onder meer het Popfestival Kralingen) met nationale en internationale topartiesten. Mojo werd in 1999 overgenomen door SFX, dat in 2001 opging in Clear Channel Entertainment, waarvan de concerttak in 2006 werd verzelfstandigd onder de naam Live Nation.
Mojo Concerts organiseert ongeveer 200 concerten per jaar, die bezocht worden door circa een miljoen mensen. Het heeft een aantal eigen festivals ontwikkeld en verzorgt daarnaast ook een deel van de organisatie en boekingen voor andere festivals en evenementen, zoals Pinkpop en Night of the Proms. Het bedrijf is ook verantwoordelijk voor jaarlijks terugkerende evenementen als A Campingflight to Lowlands Paradise, WOO HAH!, het North Sea Jazz Festival, Down The Rabbit Hole en Symphonica in Rosso. Mojo Concerts houdt zich verder bezig met het boeken van artiesten in het Nederlandse clubcircuit, onder andere in zalen als Paradiso, Melkweg, Tivoli, 013, Effenaar, Nighttown, Paard en Doornroosje.
Aan het begin van de 21e eeuw waren er klachten over misbruik van de monopoliepositie van het bedrijf, die leidden tot een inval van de NMa op 17 februari 2004. Na ruim 2,5 jaar maakte de NMa in juli 2006 bekend dat Mojo geen monopolie in Nederland bezat, maar wel nadat contracten met diverse accommodaties en organisatoren aangepast waren, of toezeggingen daartoe waren gedaan.
In 2018 bracht Mojo het boek Mojo presenteert: Van pionieren in de polder tot concertgigant uit, ter gelegenheid van het 50-jarig bestaan. Het boek bevat verhalen, interviews en artikelen van onder anderen Nico Dijkshoorn, Ronald Giphart, Joris Luyendijk, Christine Otten, Wanda Bommer, Bert Wagendorp, Herman Brusselmans, Ivo Victoria, Sander Donkers, David Kleijwegt, Wilfried de Jong, Leon Verdonschot, Typex en Jerry Goossens. Het boekontwerp is van Irma Boom.
De Mojo Barriers, festivalhekken die op verzoek van Mojo werden ontwikkeld, zijn  overal ter wereld in gebruik.